# 奧卡納干大學學院

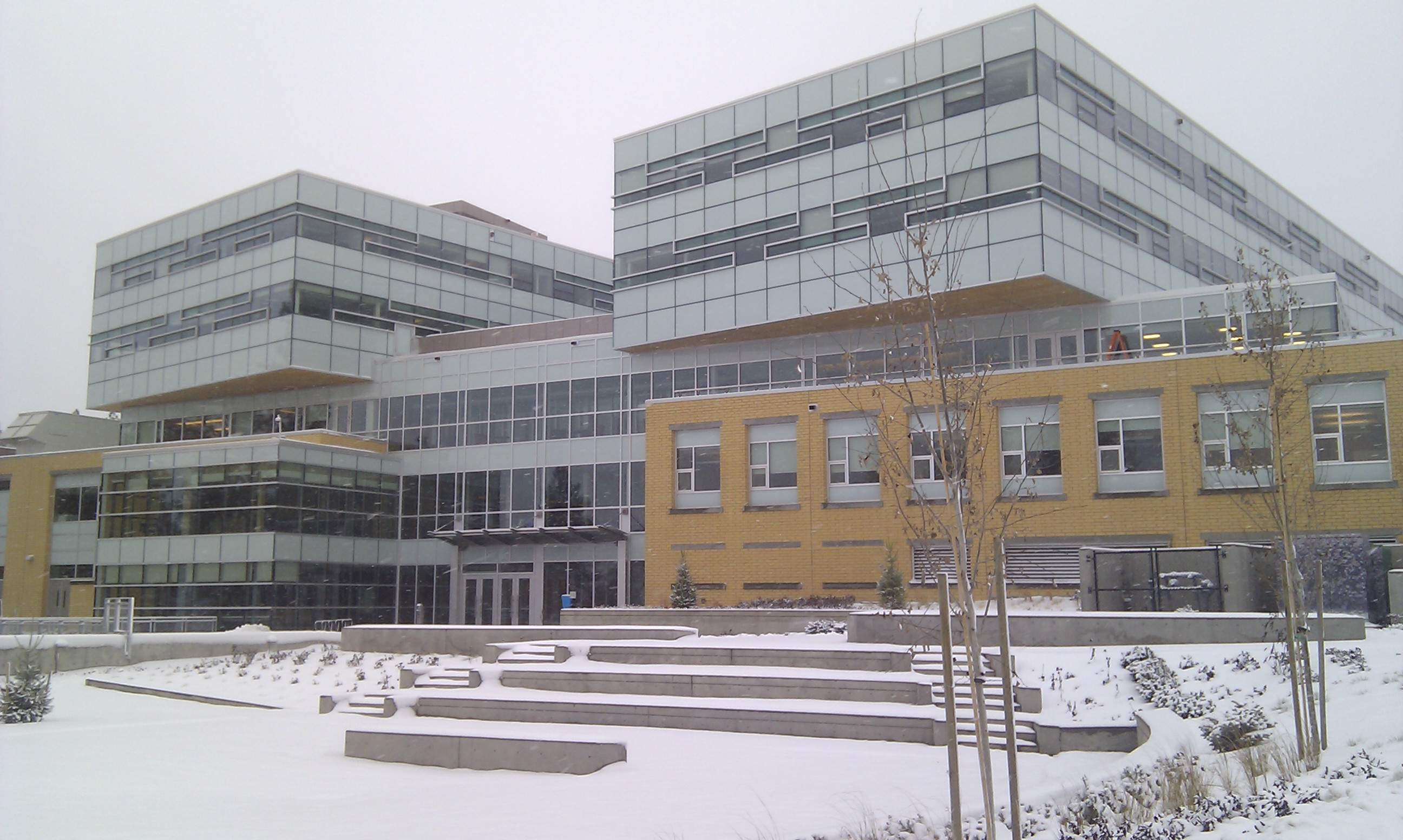
奧卡納干大學學院

奧卡納干大學學院（英語：Okanagan University College，簡稱OUC），曾是一所位於加拿大的學校。在1992年到2005年間，它是一所位於英屬哥倫比亞省基隆拿市的公立高等教育學府。奧卡納干大學學院的前世為奧卡納干學院，而在2005年，奧卡納干大學學院被英屬哥倫比亞大學吸收，分裂為奧卡納干學院和英屬哥倫比亞大學奧卡納干分校。